# 井上正賀
井上 正賀（いのうえ まさのり）は、江戸時代中期の常陸国下妻藩の世嗣。官位は従五位下・備後守。

## 略歴
2代藩主・井上正敦の長男として誕生。母は井上正矩の娘。
下妻藩嫡子として生まれ、寛延元年（1748年）に徳川家重に初御目見する。しかし、家督を相続することなく寛延3年（1750年）に死去した。